# Frontenac (Quebec)
Frontenac es un municipio canadiense situado en la provincia de Quebec.

## Superficie
Frontenac tiene una superficie de 223,6 km².

## Demografía
En 2021, tenía 1811 habitantes, una densidad poblacional de 8,1 hab./km², y 922 viviendas.